# Einsiedelberg (Oberösterreich)
Der Einsiedelberg ist ein 691 m ü. A. hoher Berg der Südlichen Böhmerwaldausläufer in Oberösterreich.

## Lage und Umgebung

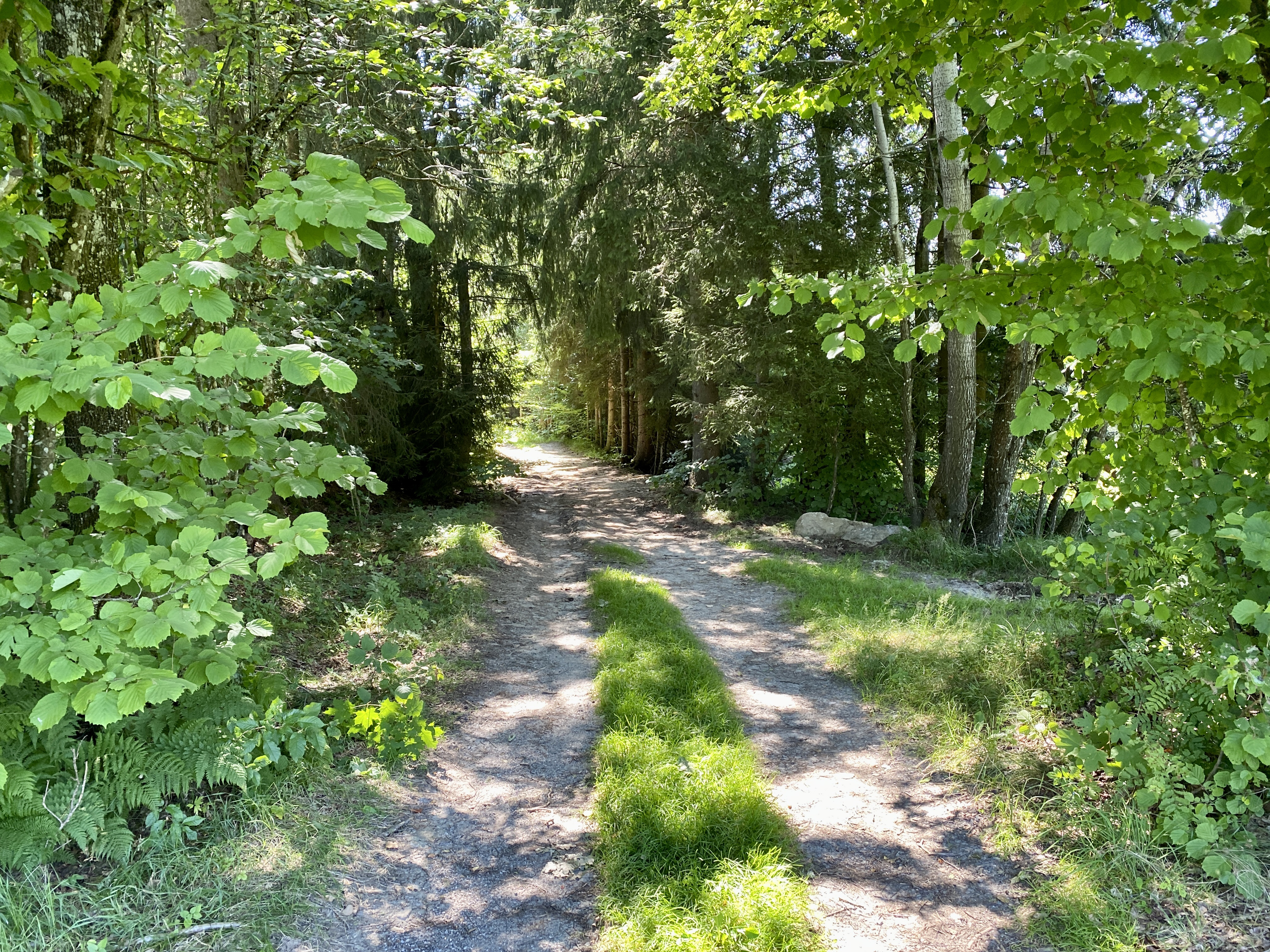
Waldweg am Einsiedelberg

Der Einsiedelberg gehört zur Gemeinde Schwarzenberg am Böhmerwald im Bezirk Rohrbach. Er liegt im Einzugsgebiet des Schwarzenberger Gegenbachs.
Der Berg befindet sich innerhalb des 9.350 Hektar großen Europaschutzgebiets Böhmerwald-Mühltäler. Er ist außerdem Teil der 22.302 Hektar großen Important Bird Area Böhmerwald und Mühltal.
Der Wanderweg Goldsteig führt über den Berg.

## Geologie
In geologischer Hinsicht ist der Einsiedelberg von Grobkorngneis geprägt.

## Geschichte
Gregor Jungwirth alias Frater Anton gründete 1766 eine Einsiedelei auf dem Berg. Nach dieser wurde der Einsiedelberg benannt.